# 六合彝族乡
六合彝族乡是中华人民共和国云南省大理白族自治州鹤庆县下辖的一个民族乡。

## 行政区划
六合彝族乡下辖以下村级行政区划单位：
六合村、大甸村、黑水村、毛谷村、和乐村、松坪村、麦地村、五星村、南坡村、上萼坪村、河东村、灵地村和松园村。

## 中国传统村落
2013年8月，五星村五星大村、灵地村灵地大村被评为第二批中国传统村落。